# Nederlandse kampioenschappen veldrijden 2004
De Nederlandse kampioenschappen veldrijden 2004 werden verreden op zaterdag 10 en zondag 11 januari 2004 in Heerlen. In 1999 en 2010 werden de Nederlandse kampioenschappen eveneens op het parkoers van de Cyclocross Heerlen in het Hellegat verreden.

## Uitslagen

### Mannen elite
| Plaats                    | Naam                 | Tijd    |
| ------------------------- | -------------------- | ------- |
| Nederlandse kampioenstrui | Richard Groenendaal  | 1:03,33 |
| Zilver                    | Wilant van Gils      | + 0,47  |
| Brons                     | Maarten Nijland      | + 1,43  |
| 4                         | Jean-Pierre Leijten  | + 2,05  |
| 5                         | Gerben de Knegt      | + 3,22  |
| 6                         | Camiel van den Bergh | + 5,58  |
| 7                         | Joost Posthuma       | + 6,15  |
| 8                         | Roel van Houtum      | + 6,25  |
| 9                         | Micha de Vries       | + 6,38  |
| 10                        | Bjorn Hoeben         |         |

### Vrouwen elite
| Plaats                    | Naam                   | Tijd   |
| ------------------------- | ---------------------- | ------ |
| Nederlandse kampioenstrui | Mirjam Melchers        | 41:08  |
| Zilver                    | Daphny van den Brand   | + 0,17 |
| Brons                     | Elsbeth van Rooy-Vink  | + 0,36 |
| 4                         | Marianne Vos           | + 0,52 |
| 5                         | Reza Hormes-Ravenstijn | + 1,55 |
| 6                         | Corine Dorland         | + 2,16 |
| 7                         | Nicolle Leijten        | + 3,17 |
| 8                         | Laura Turpijn          | + 4,26 |
| 9                         | Daniëlle Jansen        | + 5,42 |
| 10                        | Marieke Haverdings     | + 6,00 |

### Mannen beloften
| Plaats                    | Naam                | Tijd   |
| ------------------------- | ------------------- | ------ |
| Nederlandse kampioenstrui | Lars Boom           | 54:38  |
| Zilver                    | Koen de Kort        | + 2,18 |
| Brons                     | Eddy van IJzendoorn | + 3,06 |
| 4                         | Kenny van Hummel    | + 3,31 |
| 5                         | Guus Magielse       | + 3,34 |
| 6                         | Sebastian Langeveld | + 4,05 |
| 7                         | Bart Dirkx          | + 4,48 |
| 8                         | Marc de Maar        | + 6,33 |
| 9                         | Roy van Heeswijk    | + 6,46 |
| 10                        | Jelmer Pietersma    | + 6,49 |

### Jongens junioren
| Plaats                    | Naam                  | Tijd  |
| ------------------------- | --------------------- | ----- |
| Nederlandse kampioenstrui | Thijs van Amerongen   | 37.44 |
| Zilver                    | Rikke Dijkxhoorn      | +0.12 |
| Brons                     | Ricardo van der Velde | +0.14 |
| 4                         | Jan Verhaegh          | +0.42 |
| 5                         | Rik van IJzendoorn    | +1.05 |
| 6                         | Bart Senders          | +1.14 |
| 7                         | Enrico Liebe          | +1.24 |
| 8                         | Jan Mikkers           | z.t.  |
| 9                         | Patrick Vliegen       | +1.32 |
| 10                        | Mark Broks            | +1.33 |

### Jongens nieuwelingen
| Plaats                    | Naam              | Tijd |
| ------------------------- | ----------------- | ---- |
| Nederlandse kampioenstrui | Boy van Poppel    |      |
| Zilver                    | Johim Ariesen     |      |
| Brons                     | Coen Vermeltfoort |      |

Kampioenschappen:  Wereldkampioenschappen · 
 Europese kampioenschappen · 
 Belgische kampioenschappen · 
 Nederlandse kampioenschappen
Klassementen:  Wereldbeker · 
 Superprestige · 
 GvA Trofee · 
 Budvar Cup · 
 Challenge national
1963 · 
1964 · 
1965 · 
1966 · 
1967 · 
1968 · 
1969 · 
1970 · 
1971 · 
1972 · 
1973 · 
1974 · 
1975 · 
1976 · 
1977 · 
1978 · 
1979 · 
1980 · 
1981 · 
1982 · 
1983 · 
1984 · 
1985 · 
1986 · 
1987 · 
1988 · 
1989 · 
1990 · 
1991 · 
1992 · 
1993 · 
1994 · 
1995 · 
1996 · 
1997 · 
1998 · 
1999 · 
2000 · 
2001 · 
2002 · 
2003 · 
2004 · 
2005 · 
2006 · 
2007 · 
2008 · 
2009 · 
2010 ·
2011 ·
2012 ·
2013 ·
2014 ·
2015 ·
2016 ·
2017 ·
2018 ·
2019 ·
2020 ·
2021 ·
2022 ·
2023 · 2024 · 2025